# Шурезар
Шурезар (азерб. Şurəzar) — солончак, расположенный на востоке Апшеронского полуострова, в Азербайджане. Шурезар представляет собой частично высохшее солёное озеро. Расположен к югу от села Зиря, и простирается на восток в направлении мыса Гюргян.
В переводе с азербайджанского языка «шурезар» означает «солончак», «засоленная земля».

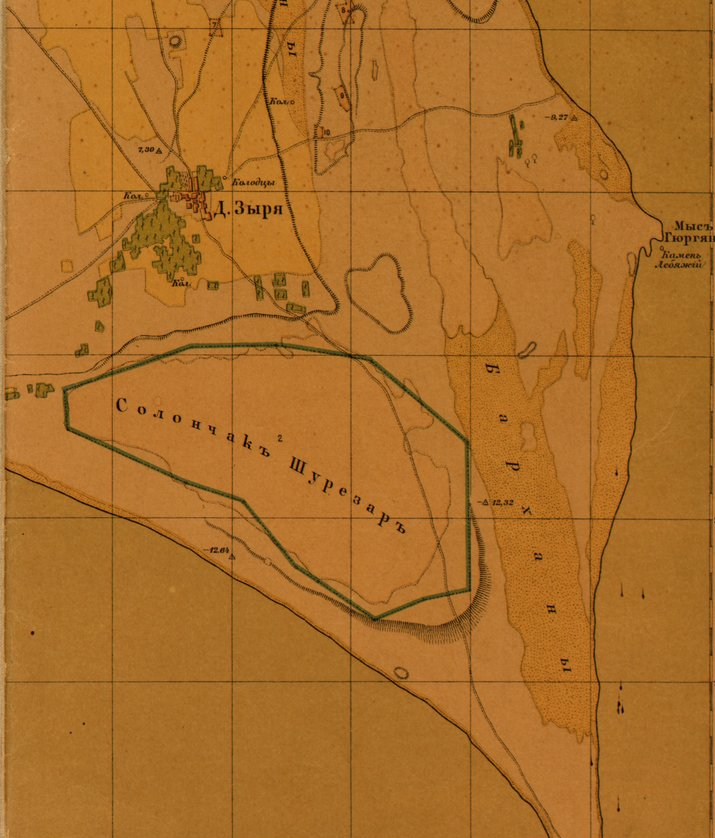
Юго-восточная оконечность Апшеронского полуострова на карте 1899 г.